# Saint-Fal
Pour les articles homonymes, voir Meynier.
Pour les articles ayant des titres homophones, voir Saint-Phal et Saint-Phalle.
Étienne Meynier, dit Saint-Fal (ou Saint Phal), est un acteur français né à Paris le 10 juin 1752 et mort à Paris le 22 novembre 1835.

## Biographie
Après avoir joué dans une troupe d'amateurs, il est engagé dans celle de Mademoiselle Montansier à Versailles, puis se rend à La Haye où il reste trois ans.
Il joue ensuite à Lyon en 1781, puis au Théâtre de la Monnaie à Bruxelles.
Le 8 juillet 1782, Saint-Fal débute à la Comédie-Française dans Gaston et Bayard de Belloy. Reçu à l'essai le 17 mars 1783, il l'est définitivement le 25 mars de l'année suivante.
Incarcéré une première fois, à sa libération, il rejoint Mademoiselle Raucourt au Théâtre Louvois et donne alors la pleine mesure de son talent.
Dans la nuit du 2 septembre 1793, il est de nouveau arrêté, avec 12 autres acteurs du Théâtre Français restés fidèles à la monarchie, en tant que "suspect", et enfermé à la prison des Madelonnettes, pour avoir joué une représentation théâtrale jugée sédicieuse : Paméla.
Lors de la réunion des deux troupes de comédiens français, il prend la relève de son modèle, l'acteur Molé, et devient doyen de la Comédie-Française. Il se retire en 1824, onze ans avant sa mort, le 22 novembre 1835. Il est inhumé au cimetière de Montmartre (division 19).
Son frère Charles Meynier (1768-1832) fut un peintre réputé.

## Théâtre
Carrière à la Comédie-Française
Entrée en 1782
Nommé 184e sociétaire en 1784
Départ en 1824
- 1782 : Eugénie de Beaumarchais, Comédie-Française : Clarendon
- 1783 : Bajazet de Jean Racine, Comédie-Française : Bajazet
- 1783 : Le Misanthrope de Molière, Comédie-Française : Clitandre
- 1783 : Britannicus de Jean Racine, Comédie-Française : Britannicus
- 1783 : Phèdre de Jean Racine, Comédie-Française : Hippolyte
- 1783 : Tartuffe de Molière, Comédie-Française : Valère
- 1784 : La Fausse coquette d'Étienne Vigée, Comédie-Française : Gerseuil
- 1784 : Corneille aux Champs-Élysées de Honoré Jean Riouffe, Comédie-Française : Euripide
- 1784 : Macbeth de Jean-François Ducis d'après William Shakespeare, Comédie-Française : Malcolm
- 1784 : Bérénice de Jean Racine, Comédie-Française : Titus (11 représentations de 1784 à 1790)
- 1784 : George Dandin de Molière, Comédie-Française : Clitandre
- 1784 : La Comtesse d'Escarbagnas de Molière, Comédie-Française : vicomte
- 1784 : Mithridate de Jean Racine, Comédie-Française : Xipharès
- 1785 : L'Hôtellerie d'Antoine Bret, Comédie-Française : le baron de Torck
- 1785 : La Comtesse de Chazelle de Madame de Montesson, Comédie-Française
- 1785 : Les Deux Frères de Guillaume Dubois de Rochefort, Comédie-Française : le chevalier
- 1785 : Abdir d'Edme-Louis Billardon de Sauvigny, Comédie-Française : l'ambassadeur des Persans
- 1785 : Albert et Émilie de Paul-Ulric Dubuisson, Comédie-Française : Maxelrain
- 1785 : Céramis d'Antoine-Marin Lemierre, Comédie-Française : Nephtès
- 1785 : Roxelane et Mustapha de Louis-Jean Simonnet de Maisonneuve, Comédie-Française : Zéangir
- 1785 : Andromaque de Jean Racine, Comédie-Française : Pyrrhus
- 1786 : Le Chevalier sans peur et sans reproche de Jacques-Marie Boutet de Monvel, Comédie-Française : François Ier
- 1786 : La Physicienne de Pierre Latour de La Montagne, Comédie-Française : Linval
- 1786 : Les Coquettes rivales d'Étienne-François de Lantier, Comédie-Française : Dansilly
- 1786 : Apelle et Campaspe de Voiron, Comédie-Française : Apelle
- 1786 : Azémire de Marie-Joseph Chénier, Comédie-Française : Turenne
- 1786 : Virginie de Jean-François de La Harpe, Comédie-Française : Icilius
- 1786 : Le Misanthrope de Molière, Comédie-Française : Acaste
- 1787 : Antigone de Doigny du Ponceau, Comédie-Française : Hémon
- 1787 : Augusta de Fabre d'Églantine, Comédie-Française : Agathocle
- 1787 : Hercule au Mont Oeta de Pierre-François Alexandre Lefèvre, Comédie-Française : Hyllus
- 1787 : L'École des pères de Pierre-Alexandre Pieyre, Comédie-Française : Dorsini
- 1787 : La Maison de Molière ou la Journée de Tartuffe de Louis-Sébastien Mercier imité de Carlo Goldoni, Comédie-Française : La Thorillière
- 1787 : Le Prix académique de Pierre-Germain Parisau, Comédie-Française : Bellemont
- 1787 : Les Amis à l'épreuve de Pierre-Alexandre Pieyre, Comédie-Française : Floricourt
- 1787 : Les Rivaux de Barthélemy Imbert, Comédie-Française : Sir Oliver
- 1788 : La Belle-mère d'Étienne Vigée, Comédie-Française : Darmant
- 1788 : La Jeune épouse de Michel de Cubières-Palmezeaux, Comédie-Française : le chevalier d'Orval
- 1788 : Le Faux noble de Michel Paul Guy de Chabanon, Comédie-Française : Cléonte
- 1788 : Alphée et Zarine de Nicolas Fallet, Comédie-Française, théâtre de l'Odéon : Holbert
- 1788 : L'Inconséquent d'Étienne-François de Lantier, Comédie-Française : le comte de Beausang
- 1788 : L'Optimiste de Jean-François Collin d'Harleville, Comédie-Française : Belfort
- 1788 : Lanval et Viviane de Pierre-Nicolas André-Murville, Comédie-Française : Lanval
- 1788 : Odmar et Zulna de Louis-Jean Simonnet de Maisonneuve, Comédie-Française : Iskard
- 1788 : Le Barbier de Séville de Beaumarchais, Comédie-Française : La Jeunesse
- 1789 : Charles IX ou l'École des rois de Marie-Joseph Chénier, Comédie-Française : Henri de Bourbon, roi de Navarre
- 1789 :  L'Esclavage des nègres d'Olympe de Gouges, Comédie-Française : Zamore
- 1789 : La Mort de Molière de Michel de Cubières, Comédie-Française : Montansier
- 1789 : Le Paysan magistrat de Jean-Marie Collot d'Herbois, Comédie-Française : Don Louis
- 1789 : Les Fausses présomptions de Robert[4], Comédie-Française : le marquis de Belval
- 1789 : Marie de Brabant, reine de France de Barthélemy Imbert, Comédie-Française : Philippe
- 1789 : Raymond V, comte de Toulouse de Michel-Jean Sedaine, Comédie-Française : de Beaux
- 1789 : Le Barbier de Séville de Beaumarchais, Comédie-Française : le comte Almaviva
- 1790 : Barnevelt d'Antoine-Marin Lemierre, Comédie-Française : Stotembourg
- 1790 : Jean Calas de Jean-Louis Laya, Comédie-Française : Lavaïsse
- 1790 : L'Honnête criminel de Charles-Georges Fenouillot de Falbaire de Quingey, Comédie-Française : André
- 1790 : Le Comte de Comminges de François-Thomas-Marie de Baculard d'Arnaud, Comédie-Française : le comte
- 1790 : Le Journaliste des ombres de Joseph Aude, Comédie-Française : Momus
- 1790 : Le Réveil d'Épiménide à Paris de Flins des Oliviers, Comédie-Française : Épiménide
- 1790 : Le Souper magique de Pierre-Nicolas André-Murville, Comédie-Française : Molière
- 1790 : Les Dangers de l'opinion de Jean-Louis Laya, Comédie-Française : Darleville
- 1790 : Louis XII, père du peuple de Charles-Philippe Ronsin, Comédie-Française : Louis XII
- 1791 : La Liberté conquise de Harny de Guerville, Comédie-Française : le baron
- 1791 : Les Victimes cloitrées de Jacques-Marie Boutet de Monvel, Comédie-Française : le père Louis
- 1791 : Monsieur de Crac dans son petit castel de Jean-François Collin d'Harleville, Comédie-Française : Saint-Brice
- 1791 : Marius à Minturnes d'Antoine-Vincent Arnault, Comédie-Française : le jeune Marius
- 1791 : Rienzi de Joseph-François Laignelot, Comédie-Française : Renaud
- 1791 : Virginie de Doigny du Ponceau, Comédie-Française : Icilius
- 1791 : Washington ou la Liberté du Nouveau-Monde d'Edme-Louis Billardon de Sauvigny, Comédie-Française : l'orateur
- 1791 : La Bienfaisance de Voltaire de François-Jean Willemain d'Abancourt, Comédie-Française : Voltaire
- 1791 : Pauline de Madame Claret de Fleurieu, Comédie-Française : M. de Limeuil
- 1792 : L'Apothéose de Beaurepaire de Charles-Louis Lesur, Comédie-Française : Nicolas
- 1792 : La Matinée d'une jolie femme d'Étienne Vigée, Comédie-Française : Dermance
- 1792 : Le Faux insouciant de Louis-Jean Simonnet de Maisonneuve, Comédie-Française : Germeuil
- 1793 : L'Ami des lois de Jean-Louis Laya, Comédie-Française : Filto
- 1793 : Paméla ou La Vertu récompensée de Nicolas François de Neufchâteau d'après Samuel Richardson : Milord Arthur
- 1800 : Les Mœurs du jour ou l'École des jeunes femmes de Jean-François Collin d'Harleville, Comédie-Française : Dirval
- 1800 : Montmorency de Henri de Carrion-Nizas, Comédie-Française : Schomberg
- 1801 : Défiance et malice de Michel Dieulafoy, Comédie-Française : Blinval
- 1801 : La Maison donnée d'Alexandre Duval, Comédie-Française : Versac neveu
- 1801 : Le Collatéral de Fabre d'Églantine, Comédie-Française : Beauchêne
- 1802 : Édouard en Écosse d'Alexandre Duval, Comédie-Française : Édouard
- 1802 : Juliette et Belcourt de Vincent Lombard de Langres, Comédie-Française : Bloume
- 1803 : Le Veuf amoureux de Jean-François Collin d'Harleville, Comédie-Française : Dormel
- 1803 : Le Misanthrope de Molière : Alceste
- 1804 : Guillaume le Conquérant d'Alexandre Duval, Comédie-Française : Eudes
- 1804 : Molière avec ses amis de François Andrieux, Comédie-Française : La Fontaine
- 1805 : Le Tyran domestique d'Alexandre Duval, Comédie-Française : Derbain
- 1806 :  L'Avocat de François Roger d'après Carlo Goldoni : Duclos
- 1807 : Phèdre de Jean Racine : Thésée
- 1809 : Médiocre et rampant ou le Moyen de parvenir de Louis-Benoît Picard : La Roche
- 1809 : La Fontaine chez Fouquet de Henri-François Dumolard : La Fontaine
- 1810 : Les Deux gendres de Charles-Guillaume Étienne : Dupré
- 1811 : Les Pères créanciers d'Eugène de Planard : Favière
- 1811 : L'Auteur et le critique de Louis-Claude Chéron de La Bruyère : Dolmon
- 1812 : Le Ministre anglais de François-Louis Riboutté : Millman
- 1812 : Mascarille ou la Sœur supposée de Charles Maurice d'après Jean de Rotrou : Orgon
- 1812 : Eugénie de Beaumarchais : Hartley
- 1812 : La Lecture de Clarisse de François Roger : Charles
- 1814 : Fouquet de J. R. de Gain-Montagnac : La Meilleraye
- 1814 : La Rançon de Du Guesclin d'Antoine-Vincent Arnault : Hongard
- 1814 : Ulysse de Pierre-Antoine Lebrun : Eumée
- 1816 : Tartuffe de Molière : Cléante
- 1816 : Le Mariage de Robert de France ou l'Astrologie en défaut de Pierre-Ange Vieillard : Bérenger
- 1816 : La Pensée d'un bon roi de Jean-Baptiste Dubois : le maire
- 1816 : Le Misanthrope de Molière : Philinte
- 1816 : La Mère coupable de Beaumarchais : Almaviva
- 1821 : La Fontaine chez Madame de La Sablière de J. A. N. Naudet : La Fontaine
- 1822 : Le Ménage de Molière de Justin Gensoul et J. A. N. Naudet : La Fontaine